# Mesochra flava
Mesochra flava är en kräftdjursart som beskrevs av Lang 1933. Mesochra flava ingår i släktet Mesochra och familjen Canthocamptidae. Inga underarter finns listade i Catalogue of Life.